# Oenospila flavifuscata
Oenospila flavifuscata är en fjärilsart som beskrevs av Swinhoe 1902. Oenospila flavifuscata ingår i släktet Oenospila och familjen mätare. Inga underarter finns listade i Catalogue of Life.